# Mann-über-Bord-Manöver

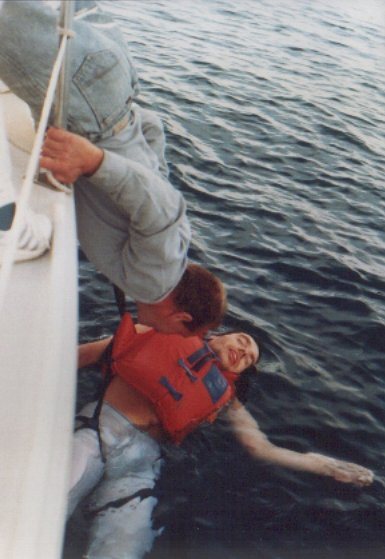
Mann über Bord!

Das Mann-über-Bord-Manöver oder kurz MOB (amtlich auch die geschlechtsneutrale Version: Mensch-über-Bord-Manöver oder Person-über-Bord-Manöver) umfasst alle Maßnahmen zur Rettung eines Menschen, der von einem Wasserfahrzeug über die Bordwand in das Wasser gefallen ist. Das sofort einzuleitende Mann-über-Bord-Manöver hat Priorität vor allen anderen Dingen. Es ist ein zentraler Teil der Seemannschaft, der in der Praxis immer wieder und mit jedem neuen Schiff und jeder neuen Mannschaft neu geübt werden muss.
Schnelles, aber überlegtes Handeln ist lebenswichtig. Die Gefahr, das Opfer aus den Augen zu verlieren, ist sehr groß. Ist das Wasser deutlich kälter als 20 °C, besteht zusätzlich akute Unterkühlungsgefahr, was eine waagerechte Rettung erfordert, und die Person muss entsprechend notfallmedizinisch versorgt werden.

## Erste Reaktion
„Mann über Bord!“ ist auszurufen, wenn eine Person über Bord geht (zusammen mit der Information, auf welcher Schiffseite das geschehen ist, also z. B. Mann über Bord an Backbord!). Die treibende Person ist ununterbrochen zu beobachten, wobei der Beobachter mit ausgestrecktem Arm auf die Person zeigt, um sie nicht aus den Augen zu verlieren und dem Steuermann die Richtung anzuzeigen. Der Ruf „Mann über Bord!“ darf nur benutzt werden, wenn wirklich ein Mensch ins Wasser gefallen ist. Falls es sich nur um eine Übung handelt, lautet der Ruf beispielsweise „Boje über Bord“  oder auch bei einem ins Wasser geworfenen Dummy, der meist „Oscar“ genannt wird „For exercise For exercise For exercise Mann über Bord!“.

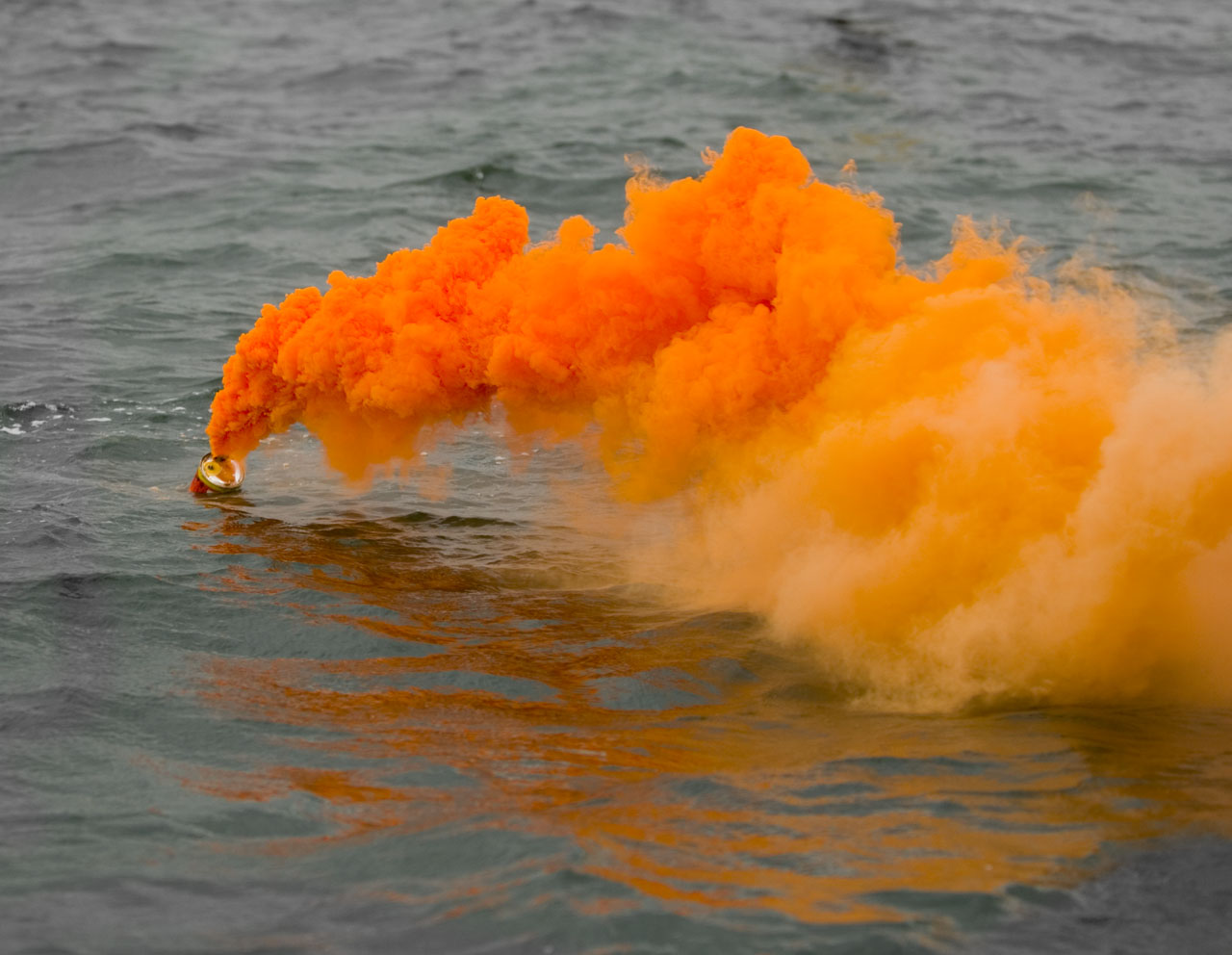
Rauchboje

Nachts ist sofort eine Blitzboje auszubringen; nur so kann im Dunkeln ein über Bord Gefallener gefunden werden.
Bei größeren Schiffen mit sehr langer Anhalte- bzw. Wendestrecke kommen tagsüber Rauchbojen zur Anwendung, die in die Richtung der Person zu werfen sind, damit diese schnell und sicher wiedergefunden wird. Rauchbojen werden auch mit Blitzfunktion kombiniert.
Auf Kleinfahrzeugen unter Motor wird sofort der Motor ausgekuppelt und mit harter Ruderlage das Heck von der treibenden Person weggedreht, um Verletzungen durch den Propeller zu vermeiden. Auf einem Sportboot wird sofort das MOB-Manöver eingeleitet, also das Schiff umgedreht und zur Unfallstelle zurückgefahren.

## Alarmierung

### Anforderung zusätzlicher Rettungskräfte
Im MOB-Fall ist sofort das nächste MRCC zu alarmieren, wenn auch nur geringste Zweifel bestehen, die Person in angemessener Zeit mit eigenen Mitteln unverletzt zu bergen.
Die Alarmierung erfolgt über Seenotfunk (Sprechfunk oder DSC), über eine EPIRB-Notfunkbake oder über die weltweit und 24 Stunden erreichbare Telefonnummer des MRCC Bremen über Satellitentelefon. Vorrang hat die Übermittlung per SOS-Taste an DSC-Geräten, da hierdurch die exakte und aktuelle GPS-Position an das MRCC sowie – gleichzeitig – auch an sämtliche Fahrzeuge in der Nähe übermittelt wird.
„Mann über Bord“ ist ein Seenotfall, da Lebensgefahr besteht, und wird daher bei einem Funkspruch über UKW-Kanal 16 mit dem einleitenden Wort „MAYDAY“ bekannt gegeben (Mann über Bord ist kein Dringlichkeitsfall, wie fälschlicherweise oft behauptet wird).
Das MRCC entscheidet – gemeinsam mit dem Kapitän oder Schiffsführer – das weitere Vorgehen, leitet die notwendigen Maßnahmen ein und übernimmt die Koordination der Rettungsaktion (Schiffe, Suchflugzeuge, Helikopter, Notfallmedizin). Die Verfahren sind international im Rahmen von SOLAS (Internationales Übereinkommen zum Schutz des menschlichen Lebens auf See) im GMDSS geregelt.
Gelingt es, die verunglückte Person ohne fremde Hilfe zu bergen, ist das MRCC sofort zu benachrichtigen, damit weitere Suchaktionen eingestellt werden können.
Alle Schiffe sind verpflichtet, bei der Rettung von Menschenleben mitzuwirken und im Rahmen ihrer Möglichkeiten zu helfen. Gemäß internationalem Recht müssen die Aufwendungen dafür – Zeit, Treibstoffe, Hilfsmittel – von jedem Schiff selbst getragen werden. Dies gilt auch dann, wenn die Suchaktion durch erfolgreiche Rettung durch das eigene Schiff vorzeitig oder nach erfolgloser Suche abgebrochen werden muss.

### Alarmierung auf großen Schiffen

Rettungszeichen: Person-über-Bord-Melder

Auf großen Schiffen wird sofort der Wachführer oder wachhabende Offizier verständigt. Zur Markierung der Unfallstelle sind unverzüglich Rettungsringe, Rettungswesten oder andere schwimmfähige Gegenstände der Person im Wasser nachzuwerfen. Der Wachoffizier bzw. Wachführer muss schnellstmöglich Generalalarm auslösen, die MOB-Bake und den Search and Rescue Radar Transponder (SART) außenbords werfen lassen, ein entsprechendes Rudermanöver (z. B. Williamson-Turn oder Scharnow-Turn) oder einen Drehkreis einleiten, den Kapitän oder Schiffsführer informieren, die Maschine zum Manövrieren klarmachen lassen, die MOB-Taste an der ECDIS oder dem GPS drücken, auf Handsteuerung umstellen, die Unfallposition in die Seekarte eintragen, das Einsatzboot klarmachen lassen und den Unfall ins Schiffstagebuch eintragen.
Im Zweifel, ob eine Person über Bord gegangen ist, ist ebenfalls sofort zu handeln und der Wachführer oder wachhabende Offizier zu benachrichtigen. Dieser wird dann, nachdem er sofort ein Notmanöver eingeleitet hat, durch Musterung der Passagiere und Besatzungsmitglieder und nötigenfalls durch eine Schiffsdurchsuchung feststellen, ob eine Person fehlt.

## Suche eines Vermissten

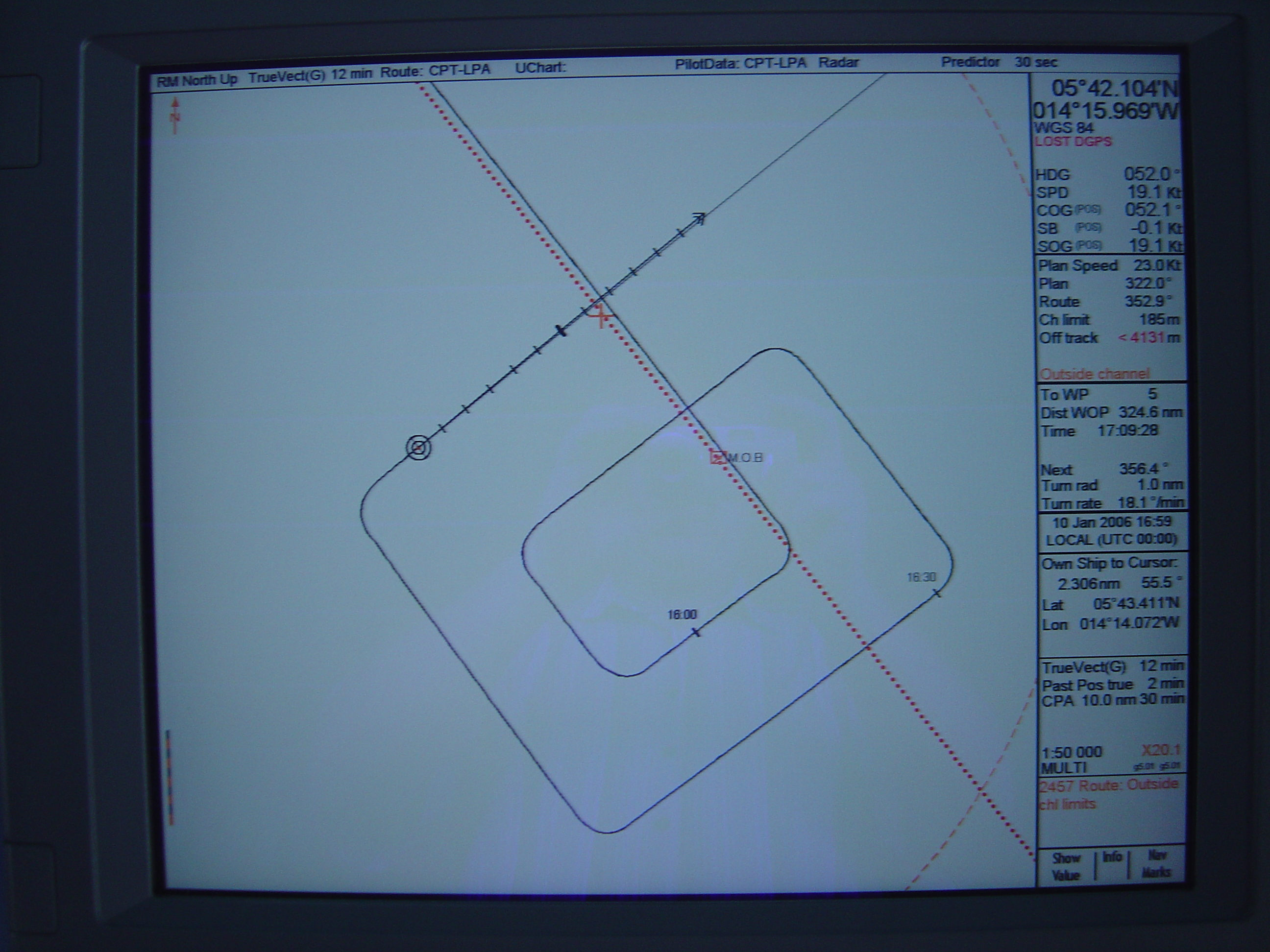
Beispiel eines Suchverfahrens nach IAMSAR

Ein Schiff legt bei 10 Knoten Fahrt in einer Minute etwa 300 m zurück. Dadurch gerät das Opfer selbst bei Tageslicht und ruhiger See schnell außer Sicht. Auf großen Schiffen mit kleiner Besatzung wird das Fehlen eines Besatzungsmitglieds häufig nicht sofort bemerkt.
Selbst wenn die genaue Unfallposition bekannt ist, ergibt das Markieren mit der MOB-Taste des GPS-Gerätes nur einen ungefähren Anhaltspunkt für die Suche, da die Person durch die Strömung abgetrieben wird. Auch der Wind hat einen geringen Einfluss auf die Abdrift der Person.
Je nach Augeshöhe und Sichtverhältnissen ist der Rauch einer MOB-Bake einige hundert Meter bis wenige Seemeilen weit zu sehen. Ein SART ist, unter günstigen Bedingungen, bis zu etwa 10 Seemeilen Entfernung zu orten.
Ist die über Bord gegangene Person außer Sicht geraten, ist sofort eine systematische Suche einzuleiten. Hierbei ist nach den Vorschriften des IAMSAR-Manuals vorzugehen, welches alle Einzelheiten zu den anzuwendenden Suchverfahren und zur Koordination weiterer an der Suche beteiligter Einheiten vorgibt.
Das Vorgehen bei der Suche nach Vermissten ist nicht Teil der Ausbildung für Sportbootfahrer. Diese sollten sich mit den relevanten Verfahren und Vorschriften vertraut machen, um im Notfall bis zum Eintreffen professioneller Hilfe nicht wertvolle Zeit zu verlieren.

## Annäherung an das Opfer

### Sportfahrzeuge unter Motor
Nach dem Wegdrehen des Hecks und dem Auskuppeln der Schraube muss das Schiff möglichst schnell zurück zum Opfer gebracht werden. Das Schiff ist dabei am besten kontrollierbar, wenn der Überbordgefallene gegen Wind und Strom angesteuert wird. Geeignet sind die auch in der Berufsschifffahrt bewährten Manöver Single Turn, Williamson-Turn oder Scharnow-Turn, die das Schiff immer in die eigene Kielwasserlinie zurückbringen.

### Sportfahrzeuge unter Segel
Entscheidend ist, dass das Manöver sicher, schnell und erfolgreich gefahren werden kann. Das gilt auch für Manöver mit kleiner (oder vermindert einsatzfähiger) Crew, im Notfall auch alleine. Das Schulbuchmanöver, das meistens in Segelschulen gelehrt wird (Raumschotskurs, Q-Wende, Halbwindkurs, Aufschießer), ist für Jollen geeignet. Der Einsatz dieses Manövers auf Segelyachten ist gefährlich, weil es einen großen Raumbedarf hat, wodurch der Abstand zum Überbordgefallenen leicht zu groß wird, um ihn bei bewegter See noch im Auge zu behalten, und weil beim Beinahe-Aufschießer die Schoten durch Schlagen im Wind sowohl Retter als auch Opfer gefährlich verletzen können. In der Praxis haben sich für Kielyachten vor allem das Quickstopp-Manöver und das Münchner-Manöver bewährt. Beide bilden die für die Bergung notwendige „stabile Plattform“, bei der das Schiff über mehrere Minuten ruhig liegt und die Segel nicht schlagen.
Quickstopp-Manöver
ohne an den Segeln etwas zu verändern, wenden und mit dichten Segeln (eventuell mit Motorhilfe) einmal im Kreis fahren und beidrehen. Beiliegend das Opfer an Lee aufnehmen. Quickstopp kann auch mit zahlenmäßig kleiner Crew gefahren werden. Das Schiff bleibt in der Nähe des Überbordgefallenen.
Münchner-Manöver
drei Schiffslängen Am-Wind, beidrehen und zum Opfer zurücktreiben lassen. Das Münchner-Manöver kann einhand gefahren werden.
Hamburger-Manöver
Fock bleibt auf dem Rückweg zum überbord Gegangenen back stehen. Die Segel werden in der Wende nochmals dicht geholt, was in der Endphase zum Beiliegen führt. Die Fahrt sinkt auf ein Minimum, die Crew wird nicht durch schlagende Schoten gefährdet, die Yacht krängt stark nach Lee und erleichtert so die Bergung.
Anfahren auf Lee-Seite
Das Opfer wird so angefahren, dass es auf der Leeseite des Schiffes liegt. Das Schiff wird so aufgestoppt, dass das Opfer mittschiffs oder im hinteren Drittel aufgenommen werden kann. Bei allen Manövern wird eine Schwimmleine mit Rettungsring ausgebracht, an dem sich das Opfer ggf. festhalten und so eine Leinenverbindung hergestellt werden kann, falls das Schiff nicht genau trifft. Durch Beidrehen bildet das Schiff bei beiden Manövern eine für das Bergen erforderliche stabile Plattform, bei der der Baum bereits auf der richtigen Seite liegt.
Leinenverbindung herstellen
Entscheidend ist das sofortige Herstellen einer Leinenverbindung, damit das Opfer an der Bordwand gehalten werden kann, auch wenn das Schiff nochmal abtreiben sollte.

### Großschifffahrt
Wird die Person im Wasser gesichtet, ist je nach Fahrgeschwindigkeit und Lage der Person zum Schiff, so zu manövrieren, dass das Schiff in geringem Abstand und in Luv der treibenden Person aufgestoppt wird. Standardmanöver sind der Single Turn, Williamson-Turn oder Scharnow-Turn. Die Person sollte sich – soweit das möglich ist – ungefähr mittschiffs querab befinden, um für die Bergung ausreichend Lee zu machen. Hierbei ist so vorzugehen, dass in unmittelbarer Nähe der verunglückten Person möglichst wenige Maschinenmanöver durchgeführt werden, um Verletzungen durch die Schraube zu vermeiden.

## Die Bergung
Eine über Bord gefallene Person zu bergen ist die schwierigste Phase im Verlauf des MOB-Manövers. Sie wird bei einem bewusstlosen Opfer oder kleiner Besatzung zusätzlich erschwert. Oft sterben Überbordgefallene an Ertrinken oder Unterkühlung, weil die Bergung nicht gelingt.
Die Person ist durch wassergetränkte Kleidung zusätzlich beschwert. Bei einem durchschnittlichen Mann kommen dadurch schnell 100 kg zusammen. Dieses Gewicht ist aus dem Wasser an Bord zu heben; das Deck des Boots oder Schiffs liegt dabei von einem knappen bis zu mehreren Metern über dem zu Bergenden. Seegang, Wind, Panik, nasses rutschiges und schwankendes Deck und auf Segelschiffen gefährlich schlagende Segel und Schoten erschweren die Aufgabe zusätzlich.
Bergungen kosten in der Regel Zeit. So früh wie möglich ist deshalb bei Annäherung an den Überbordgegangenen bereits eine sichere Leinenverbindung zum Opfer wichtig. Denn sonst ist es vor allem bei bewegter See und viel Wind schwierig, lange genug direkt neben dem Schwimmer zu verweilen, ohne abzutreiben.

### Bergung in Luv oder Lee
Die Frage, ob eine Person vorzugsweise in Luv oder in Lee des Bootes (oder Schiffes) geborgen werden sollte, wird immer wieder kontrovers diskutiert.

#### Jollen
Auf Jollen gilt vor allem aufgrund der höheren Kentergefahr bei der Wiederaufnahme: Bergung in Luv oder am Heck der Jolle.

#### Größere Boote bzw. Schiffe
Auf größeren Booten bzw. Schiffen ist die Kentergefahr nicht maßgeblich, stattdessen ist zu beachten:
Bergung auf der Luvseite
Pro: Geringere Gefahr, dass das Schiff beim Stampfen den zu Bergenden verletzt oder gar tötet.
Pro auf Segelyachten: Wenn das Schiff nicht korrekt beiliegt und die Segel nicht geborgen sind und der Baum nicht festgezurrt ist: Geringere Gefährdung der Retter durch schlagende Segel und Schoten und schlagenden Baum.
Kontra: Das Schiff bewegt sich durch den Winddruck vom zu Rettenden weg. Gegen den Wind kann man keinen Rettungsring ausbringen und oft auch keine Leine werfen. Kein Schutz des Opfers vor Wind und insbesondere vor Seegang. Die Bordwand ist auf dieser Seite höher. Eine Bergung ist daher oft nicht möglich. Dem Seegang zugewandt können Retter nur schwer arbeiten.
Bergung auf der Leeseite
Pro: Die Bordwand ist auf der Leeseite niedriger, da das Schiff durch Winddruck beim Beiliegen schräg liegt (Krängung). Das Schiff treibt auf das Opfer zu und hält es einige Zeit an Bord. In Lee bietet das Schiff Schutz vor dem Wind, auch die See (Seegang) ist hier in deutlich ruhiger. Wenn erforderlich kann ein Baum als „Kranarm“ zum Hochhieven des Überbordgegangenen benutzt werden (siehe Bergung mit Flaschenzug).
Contra: Das Schiff kann sich über den zu Rettenden schieben und ihn verletzen.

#### Praxis
In der Praxis gilt: Die passende Seite muss aus der Situation heraus gewählt werden. Bei leichterem Seegang empfiehlt sich oft die Leeseite. Die Entscheidung ist abhängig von vielen Parametern, insbesondere vom Wissen des Skippers und seinem Können und von seiner Erfahrung mit dem Schiffstyp und seiner Mannschaft, sowie vom Können und Einsatzbereitschaft der Mannschaft. Seegang, Windstärke, Sicht, Temperatur spielen genauso eine Rolle, wie Ausrüstung und Zustand des Schiffes, und Gesundheitszustand und Tagesverfassung der Mannschaft an Deck. Im Verlauf des Manövers können Störfaktoren die getroffene Entscheidung in jeder Phase zunichtemachen. Ein verpatztes Manöver, eine falsche Einschätzung der Ansteuerung, eine ausgerauschte Schot, ein abtreibendes Schiff, eine fehlende Leinenverbindung, eine nicht stabile zu kurze Ruhelage des Schiffes, mangelhafte Hilfsmittel und Techniken für die Bergung und vieles mehr kann neue Lösungen erfordern.

### Bergung mit Flaschenzug
Eine Bergung von Hand ist meist unmöglich. Dafür ist die Bordwand zu hoch und das Opfer viel zu schwer (siehe Bild ganz oben). Eine Bergung über die Badeplattform ist schon bei mittlerem Seegang nicht möglich, da das Schiff in den Wellen stampft und das Opfer vom Heck erschlagen werden kann. In den meisten Fällen kann das Opfer nur mit einem Flaschenzug (Talje) geborgen werden.
Manche Fahrzeuge führen einen Flaschenzug speziell für solche Bergemanöver an Bord, ansonsten ist ein anderer Flaschenzug mit genügender Zugkraft einzusetzen. Wie und wo der Flaschenzug am besten am Boot zu befestigen und zu führen ist, kommt auf das jeweilige Schiff und seine Ausstattung an.
Das untere Ende des Flaschenzugs wird entweder am Überbordgegangenen selbst befestigt (bzw. an einer Bergeschlaufe, einem Lifebelt o. ä., das der Überbordgegangene trägt). Dem Überbordgegangenen etwas unterzuschieben, z. B. ein Netz, eine Persenning oder ein Segel ist im Seegang praktisch unmöglich. Bei ruhigem Wasser und einer bewusstlosen schweren Person kann auf niedrigen Booten (z. B. vielen Segelyachten) ein Segel mit einer Seite am Boot befestigt werden, dann eine Ecke unter dem zu Bergenden durchgeführt und auf der anderen Seite per Flaschenzug hochgezogen werden. In der Großschifffahrt gibt es besondere Bergesysteme.
Befestigung am Fall
Auf kleineren Segelyachten ist oft das Vorschiff, direkt vor den Wanten, ein guter Ort für das An-Bord-Bringen, beispielsweise mit dem Spinnakerfall. Daran wird der Flaschenzug befestigt. Das Fall kann mit zwei Leinen nach vorne und hinten stabilisiert werden (Spinnakerniederholer und die vom Vorsegel abgeschlagene Vorschot, oder eine beliebige Hilfsleine). Der Punkt, an dem die drei Leinen zusammentreffen, kann somit nach oben, nach vorn und nach achtern reguliert und fixiert werden, um den optimalen Zugpunkt für den Flaschenzug einzustellen. Hochgehievt wird dann mit dem Flaschenzug, was die beste Kraftausnutzung erlaubt.
Direktes Anhieven mit einem Fall, das über den Masttopp verläuft, kann zu einem Verkeilen führen, wenn die unter Last seitwärts gezogene Leine aus der Rolle oben am Masttopp rutscht. Das kann dann von Deck aus nicht wieder in Gang gesetzt werden. Durch die Masthöhe ist der Winkel zum Fall aber meist klein genug, um das zu verhindern.
Befestigung an der Want
Auf größeren Yachten findet man auch einen fest installierten oder mobilen Berge-Flaschenzug, der an den Wanten befestigt werden kann.
Befestigung am Baum als Kranarm
Man kann den (mit Schot und Bullenstander geführten) Baum als „Kranarm“ zum Hochhieven des Überbordgegangenen benutzen. Günstig ist, dass die Baumnock („Ende“ des Baums) dann sehr gut fixierbar und auch über das Deck schwenkbar ist. Dabei ist zu beachten, dass der Baum gleichzeitig für das Großsegel zum Beiliegen benutzt wird und für die Bergung, und die Bergung auch die Segelstellung beeinflusst und umgekehrt. Die Baumposition ist für das Beiliegen aber in größeren Grenzen unkritisch und kann für die Bergung kurzzeitig auch darüber hinaus ausgelenkt werden. Problematisch für Retter und Opfer ist unkontrollierte Baumbewegung bei starkem Seegang, wobei die stabile Lage durch den Winddruck beim Beiliegen und die zusätzliche Fixierung durch Schot und Bullenstander dies weitgehend verhindern kann. Ungünstig ist auch, dass der Fixierungspunkt des Flaschenzuges nicht frei verschiebbar ist (z. B. nicht entlang der Bordwand). Ein für Bergung mit Flaschenzug vorbereiteter Baum braucht ähnliche Vorbereitungszeit wie die Bergung mit einem Fall mit Flaschenzug.
Alternativ zum Flaschenzug am Baumende kann auch eine Leine durch eine vorbereitete Rolle am Baumende geführt werden, die dann über eine Winsch geholt wird. Die Leinenführung über die Winsch muss dabei vorher geübt worden sein. Oder man kann die Leine einfach zwischen Dirk und Segel über das Baumende legen, wobei darauf zu achten ist, dass das Achterliek nicht beschädigt wird. Nicht möglich ist die Verwendung der Großschot als Flaschenzug, denn wenn diese auf dem Traveller ausgehakt wird, ist der Baum nicht mehr zum Beiliegen steuerbar.

### Horizontalbergung bei Unterkühlung

Horizontal-Bergung

Bei Unterkühlung soll eine Bergung ausschließlich horizontal erfolgen. Das Blut in den Gliedmaßen ist stark gekühlt und jede Bewegung des Opfers würde dieses in die lebenswichtigen Organe spülen und zum Bergungstod führen. Das gilt auch für eine Drehung in die Senkrechte. Je nach Wassertemperatur kann die Unterkühlung im Wasser schon nach wenigen Minuten auftreten. Unterkühlte sind immer waagrecht zu bergen, wenn möglich mit einer Doppelbergeschlaufe.
Die Bergung erfolgt oft durch einen Helikopter. Dabei wird das Opfer in einem Korb horizontal geborgen. Der Retter wird mit einem Rettungsgurt abgesetzt und hilft schwimmend dem Opfer beim Einstieg in den Korb.

### In der Großschifffahrt
In der Regel wird zur Bergung einer im Wasser treibenden Person das Bereitschaftsboot eingesetzt. Je nach Beschaffenheit von Schiff und Bereitschaftsboot, dem Seegebiet und den herrschenden Wind- und Seegangsbedingungen ist das allerdings nicht immer möglich. So kann es unter Umständen bereits bei 3 bis 4 Metern Seegang unmöglich sein, das Bereitschaftsboot ohne unvertretbare Gefährdung der Bootsbesatzung auszusetzen. In einem solchen Fall muss versucht werden, die zu bergende Person über ausgebrachte Lotsenleitern, Leinen, Netzbrooken oder auch Rettungsflöße, die man an ihrer Reißfangleine nach Lee auf die verunglückte Person zutreiben lässt, zu bergen. Einige wenige Schiffe verfügen auch über ein spezielles Bergenetz, in dem der zu Bergende mit einem Kran hochgehievt wird.

### Unterkühlung nach der Bergung
Unterkühlung ist lebensgefährlich. Die Behandlung gehört zum Bereich der Notfallmedizin (Krankenhaus mit Maximalversorgung). Helikopter anfordern. Sofortmaßnahmen: Flach bergen und lagern, nicht bewegen, keine Extremitäten anheben, da sonst Bergetod eintreten kann. Vor Wind schützen (Verdunstungskälte), Rumpf vorsichtig erwärmen mit Hibler-Wärmepackung. Bei Bewusstlosigkeit Stabile Seitenlage, bei Atemstillstand Herz-Lungen-Wiederbelebung bis zum Eintreffen im Krankenhaus. Bei Wiedererlangen des Bewusstseins permanente Beobachtung.

## Überlebenschancen

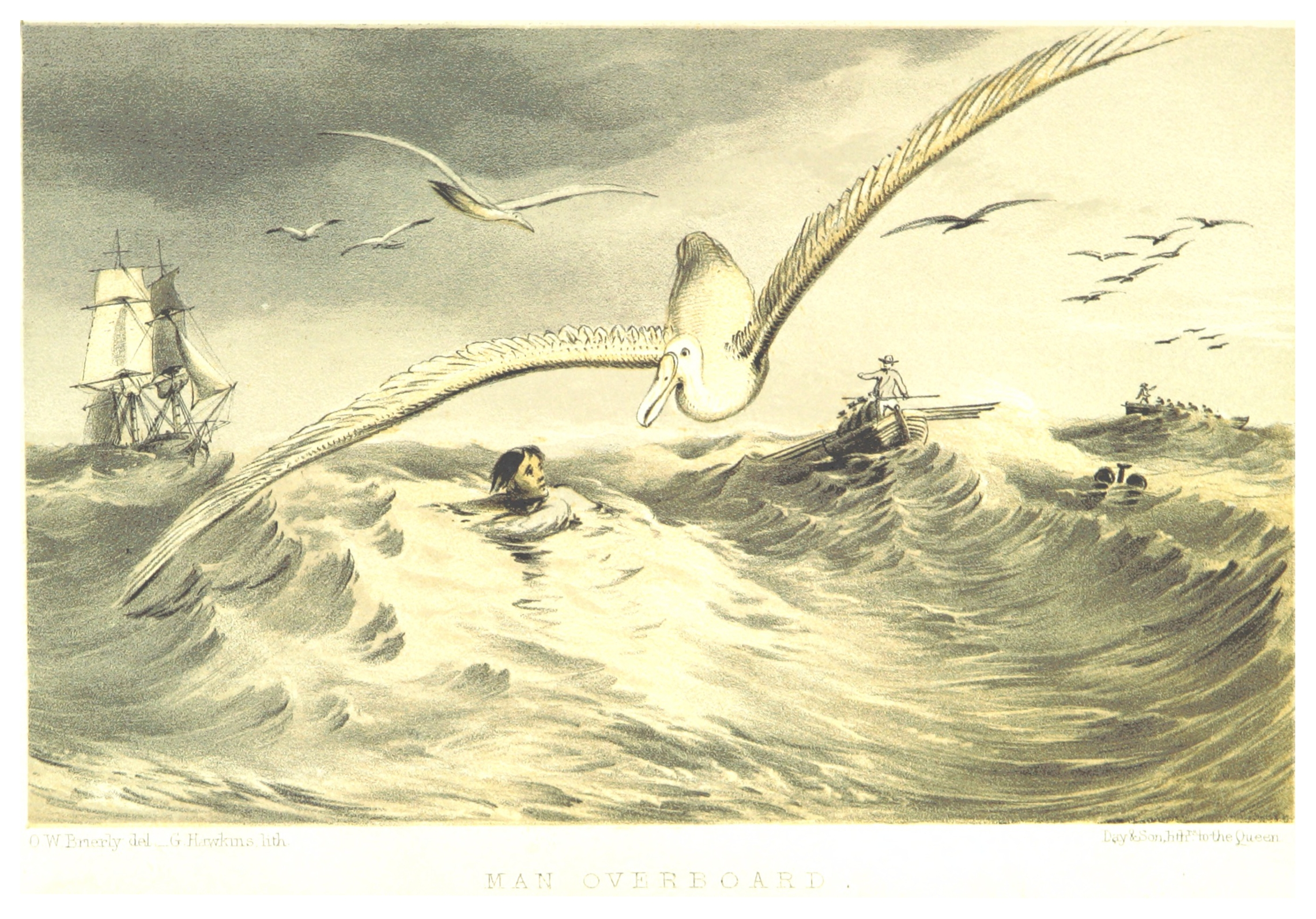
Man overboard (1851) von Oswald Walters Brierly

Das Wiederfinden und Bergen einer über Bord gefallenen Person ist schwierig, besonders nachts oder bei Seegang. Die Wahrscheinlichkeit zu ertrinken kann durch eine ohnmachtssichere und korrekt angelegte Rettungsweste mit Schrittgurt deutlich reduziert werden. Die meisten Menschen sterben an Ertrinken (ungenügende Sauerstoffversorgung durch Abschluss der Atemorgane durch Wasser und Gischt) oder Herzkammerflimmern als Reaktion auf Stress und Unterkühlung.
Die Reaktionen des Körpers auf den Kälteschock unmittelbar nach dem Aufprall können durch die damit verbundene unkontrollierte Atmung zum raschen Ertrinken führen. Um einen Tod durch Ertrinken und Unterkühlung zu vermeiden, ist eine schnelle und sichere Durchführung der obigen Manöver und eine schnelle Bergung wichtig.
Mit einer funktionstüchtigen, richtig angelegten Rettungsweste hängt die mögliche Überlebensdauer im Wasser vor allem von der Wassertemperatur ab. Auch Witterungsverhältnisse, Seegang sowie das Verhalten, die Fitness und der Überlebenswille des Überbordgegangenen spielen eine Rolle. Je nach Voraussetzungen beträgt die Überlebenszeit zwischen einigen Minuten und mehreren Stunden. Die ins Wasser gefallene Person kann, sofern sie bei Bewusstsein ist, ihre Überlebenschancen deutlich erhöhen, indem sie eine Kapuze aufsetzt (wegen des Wärmeverlustes über den Kopf), evtl. vorhandene Verschlüsse an Ärmeln und Beinen der Kleidung schließt und sich möglichst wenig bewegt, um den Austausch zwischen dem vom Körper angewärmten Wasser und dem kalten Umgebungswasser zu reduzieren. Auch aktives Schwimmen sollte vermieden werden.

## Vorbeugende Maßnahmen auf Sportfahrzeugen

### Lifebelt und Rettungsweste
Um ein Über-Bord-Fallen zu vermeiden, sollten an jedem Boot Gurtgeschirr (Lifebelt) und Sorgleine (Lifeline) zur Verfügung stehen. Bei schwerem Wetter oder Dunkelheit sollte diese Ausrüstung unbedingt benutzt werden. Am Sicherheitsgurt ist eine Leine mit Karabinerhaken befestigt, der jederzeit an eigens dafür vorgesehenen Befestigungspunkten am Schiff eingehakt wird. Damit man sich an Deck sicher und möglichst frei bewegen kann, kann der Lifebelt auf vielen Booten an einer vom Bug zum Heck gespannten Sicherheitsleine eingehängt werden. Zusätzlich muss bei solchen Bedingungen eine ohnmachtssichere Rettungsweste getragen werden. Auch umsichtiges Bewegen auf dem Schiffsdeck und rutschfeste Schuhe verringern die Gefahr, über Bord zu fallen.

### Alkohol an Bord und Toilettenbenutzung
Alkohol an Bord während der Fahrt erhöht sowohl die Gefahr des Überbordgehens als auch die der Unterkühlung. Darüber hinaus fördert Biergenuss den Harndrang und liefert damit einer häufigen Unfallursache Vorschub: dem Urinieren über Bord.

### Einweisung der Crew
Gute Seemannschaft gebietet es, dass die Crew auf die Gefahr des Überbordgehens, vorbeugende Maßnahmen und nötige Aktionen im Ernstfall hingewiesen wird. Damit die entscheidenden Handgriffe im Ernstfall wie automatisch ablaufen, muss das Mann-über-Bord-Manöver immer wieder geübt werden. Gerade auf Urlaubstörns wird dies erfahrungsgemäß oft vernachlässigt. Der Schiffsführer muss (im eigenen Interesse) dafür sorgen, dass noch mindestens ein weiteres Crewmitglied ein solches Manöver sicher fahren kann und gemeinsam mit der Rest-Crew alle Phasen beherrscht.

### MOB-Übung

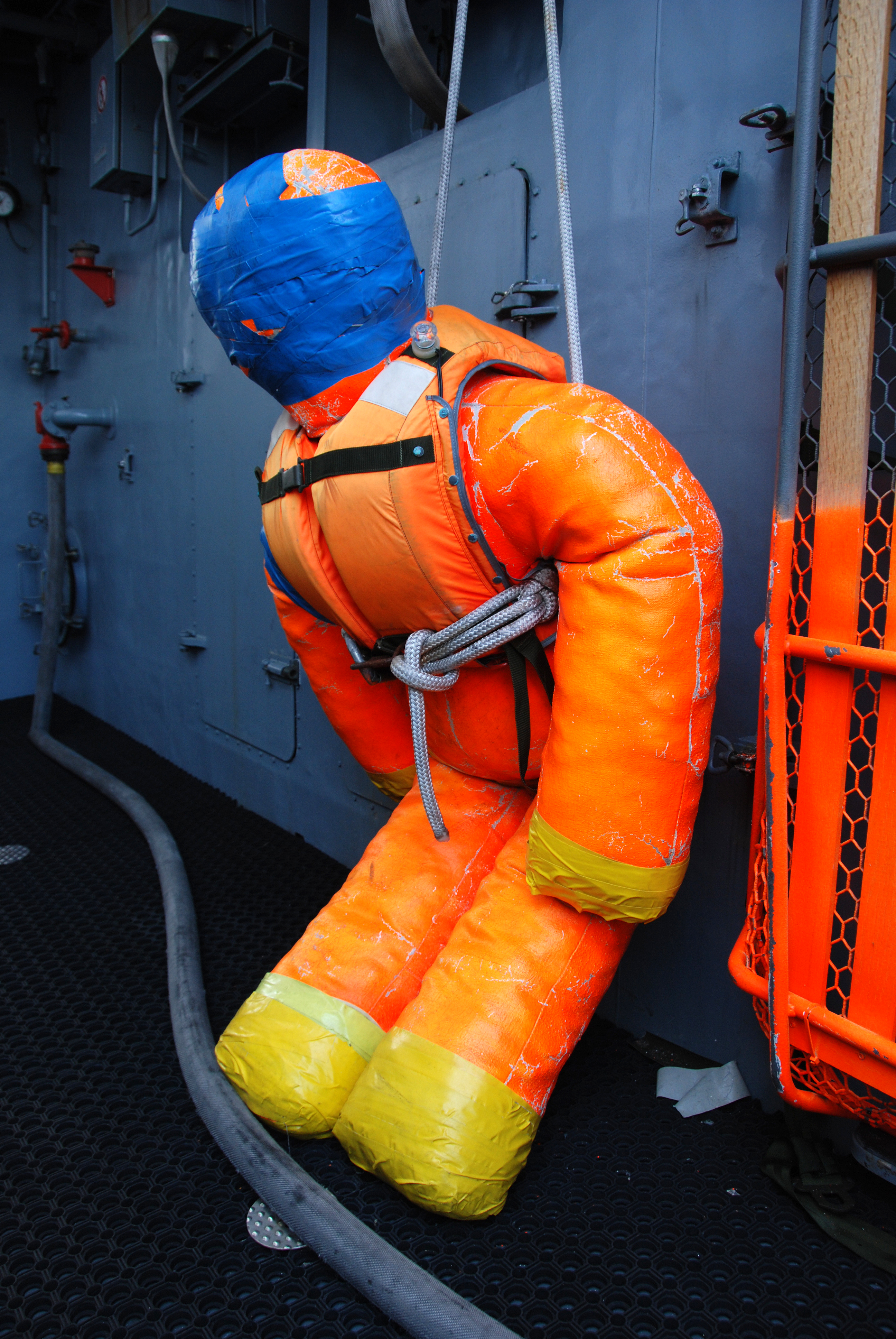
In Marineeinheiten wird regelmäßig „Oskar über Bord“ trainiert.

Zur Übung des Mann-über-Bord-Manövers kann ein „Boje-über-Bord-Manöver“ gefahren werden. Diese Bezeichnung stellt unmissverständlich klar, dass es sich nicht um einen echten Notfall handelt, trotzdem aber um eine ernstzunehmende Übung. Ein solches Manöver sollte zumindest zu Anfang eines Törns gefahren werden. Dabei sind realistische Bedingungen erforderlich:
- Seegang, der das Beobachten erschwert
- Wind, der das Manöver erschwert (ab 6 Bft.)
- Boje mit 100 kg Berge-Gewicht

Falls solche Bedingungen nicht vorliegen, sollen zumindest die einzelnen Phasen möglichst realistisch geübt werden. Die Bergung kann beispielsweise gut bei Badewetter in einer Bucht geübt werden. Die „Boje“ ist dann ein Crewmitglied, das sich bewusstlos stellt.
Früher setzten Schiffe bei einem Mann-über-Bord-Vorfall die Signalflagge „O“, gesprochen „Oscar“. Deshalb heißen Mann-über-Bord-Dummys, wie sie für Übungszwecke auf größeren Schiffen zum Einsatz kommen, „Oscar“, oder „Oskar“.